# Baphia capparidifolia
Baphia capparidifolia är en ärtväxtart som beskrevs av John Gilbert Baker. Baphia capparidifolia ingår i släktet Baphia och familjen ärtväxter.

## Underarter
Arten delas in i följande underarter:
- B. c. bangweolensis
- B. c. capparidifolia
- B. c. multiflora
- B. c. polygalacea